# Vilhena
Pour les articles homonymes, voir Vilhena (homonymie).
Vilhena est une ville à l'est de l'État du Rondônia au Brésil. Sa population était estimée à 65 807 habitants en 2006. La municipalité s'étend sur 11 519 km2.

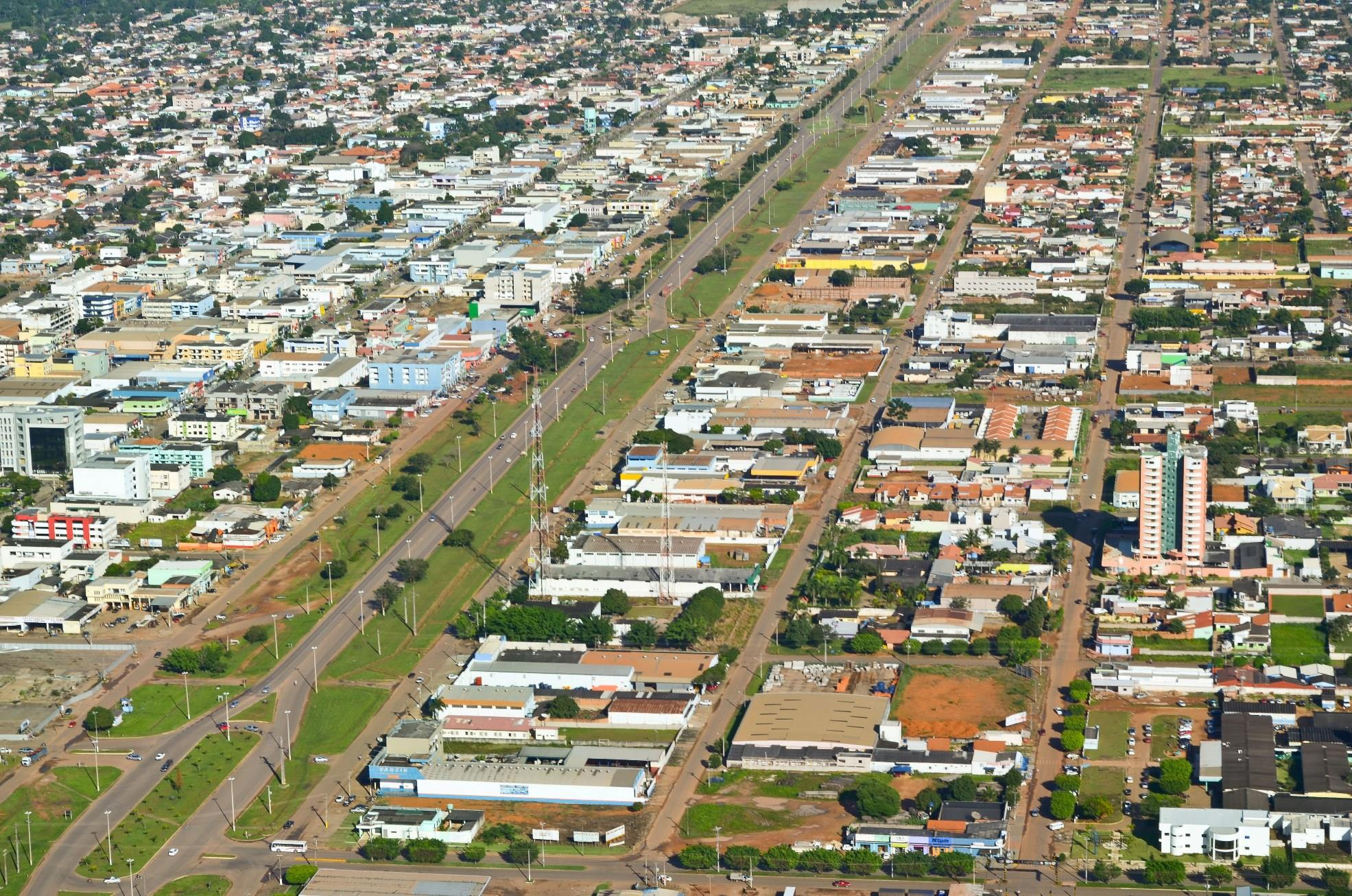
Vue aérienne de Vilhena

Vilhena possède un aéroport (code AITA : BVH).